# Proameira arenicola
Proameira arenicola är en kräftdjursart som först beskrevs av Lang.  Proameira arenicola ingår i släktet Proameira och familjen Ameiridae. Inga underarter finns listade i Catalogue of Life.